# Mindana
Mindana es un género de escarabajos  de la familia Chrysomelidae. En 1889 Allard describió el género. Contiene las siguientes especies:
- Mindana apicalis
- Mindana arizonicus (Uhmann, 1938)
- Mindana cyanipennis
- Mindana dimidiata
- Mindana dorsalis (Thunberg, 1805)
- Mindana femoralis
- Mindana floridanus (Butte, 1968)
- Mindana horni Smith, 1885
- Mindana mundulus (Sanderson, 1951)
- Mindana nigripes
- Mindana notata (Olivier, 1808)
- Mindana ruficollis
- Mindana scapularis (Olivier, 1808)
- Mindana substriata
- Mindana vittata